# Montagne del Nagorno Karabakh

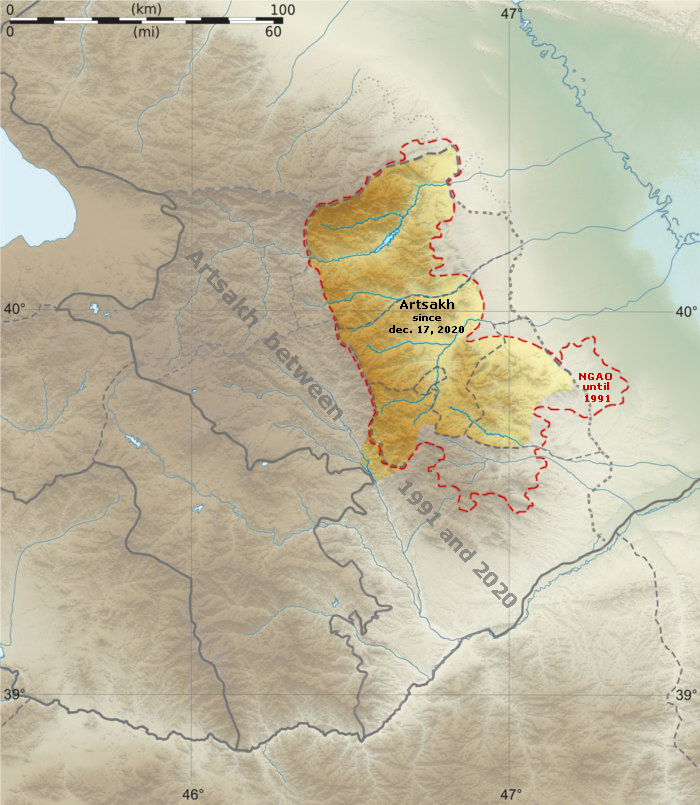
mappa fisica del Nagorno Karabakh

Le montagne del Nagorno Karabakh presentano numerosi rilievi ubicati soprattutto nella parte settentrionale ed occidentale della repubblica dell'Artsakh, lungo la linea di confine di questa con l'Azerbaigian e con l'Armenia.
L'altitudine tende a diminuire man mano che ci si sposta verso est fino a raggiungere la piana formata dal bacino del Kura e dell'Araks e verso sud (piana dell'Araks lungo il confine con l'Iran).
Volendo schematizzare possiamo individuare un doppio sistema montuoso che si biforca a partire dai Monti Sevan (che dividono l'Armenia dall'Azerbaigian): un ramo si dirige verso est (i Monti Mrav) e separa la repubblica de facto dell'Artsakh dall'Azerbaigian; un altro corre verso sud lungo il confine con l'Armenia e delimita l'altopiano dell'Artsakh.
La maggior parte di tali montagne supera abbondantemente i tremila metri di altitudine.
Nella parte più centrale dello Stato si sviluppano catene minori, generalmente da ovest verso est, che separano tra di loro le vallate dei corsi d'acqua più importanti a cominciare dal bacino del Tartar a nord e del Karkar più a sud. In questi casi raramente si superano i duemila metri di altitudine.
Come detto, verso sud e verso est il territorio diviene via via sempre meno aspro, i rilievi assumono carattere collinare sino alla pianura.

## Elenco delle catene montuose per regione

### Shahumian
- Tzar (confine con Armenia)
- Mrav (confine con Azerbaigian)
- Karvatchar

### Regione di Martakert
- Mrav (confine con Azerbaigian)
- Arakelots
- Jraberd
- Okhtnaghbyur

### Regione di Askeran
- Arsakh (confine con regione di Kashatagh)

### Šowši
- Arsakh (confine con regione di Kashatagh, si prolunga nella regione di Hadrut)

### Kashatagh
- Tutkhun (confine con regione di Shahumian)

### Martuni
- Monte[3]

## Elenco delle principali montagne per regione

### Shahumian
- Sandughkasar (3454)
- Alsar (3451)
- Sarchapet (Sartsali) (3433)
- Tzarasar (3426)
- Keti (3399)
- Metz Hinal (3367)
- Karakhach (3344)
- Karshat (Byurakh) (3327)
- Rmbasar (3318)
- Karmrakar (Kotur) (3235)
- Por Karakhach (Satanikar) (3169)
- Teksar (3125)
- Konk (3043)
- Devasar (3072)
- Kotu (3051)
- Por (3046)
- Gomk (3036)
- Katar (3008)
- Maralsar (2904)
- Ssuz (2845)

### Kashatagh
- Tzrasar (3616)
- Metz Beveratap (3602)
- Klish (3594)
- Tzghuk (3584)
- Metz Ishkhanasar (3550)
- Pokr Ishkhanasar  (3412)
- Sevsar (Idjevanasar) (3406)
- Vaykunik (Aghahetchk) (3335)
- Bardzr (3254)
- Tzitzernakar (3183)
- Karasar (3171)
- Karman (3153)
- Kotur (3184)
- Iangurdaran (Djangur) (2799)
- Nardvan (2623)
- Bardutagh (2269)
- Sgherd (1487)
- Salk (1371)

### Martakert
- Gamshasar (3724)
- Tchagatsar (3358)
- Mrav (3340)
- Khodjasar (2389)
- Karaglukh (1932)
- Kusapat (1359)

### Askeran
- Bovurkhan (1583)

### Shushi
- Metz Kirs (2724)

### Hadrut
- Dizapayt (2478)
- Tovmasar (1580)

Annotazioni: 